# Corrina

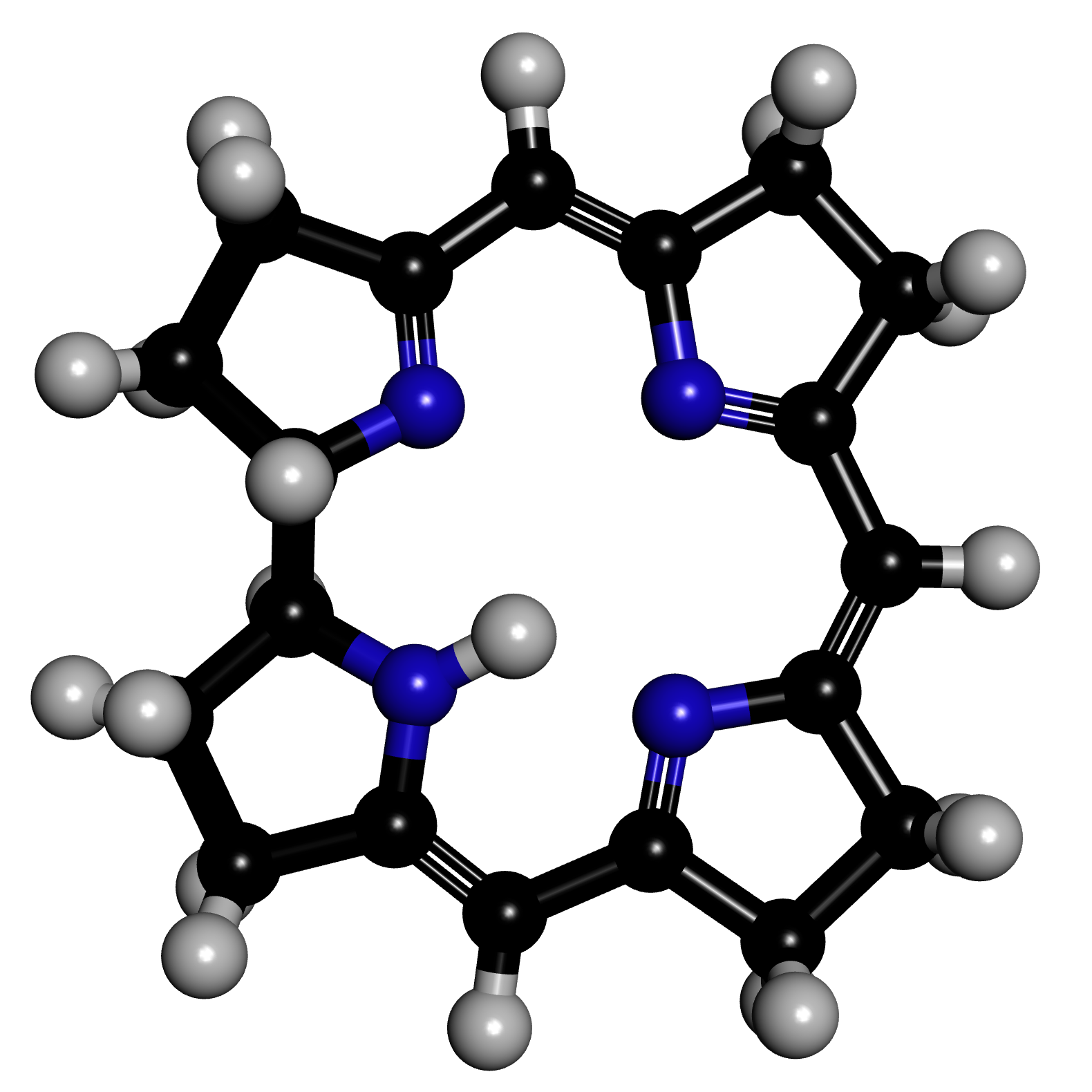
Modelo de Corrin.

La corrina es un compuesto heterocíclico. Es el macrociclo padre relacionado con un derivado sustituido que se encuentra en la vitamina B12 (cobalaminas).

## Química de coordinación
Al deprotonarse, el anillo corrinoide es capaz de capturar cobalto. En la vitamina B12, el complejo resultante también presenta un ligando derivado de benzimidazol y el sexto sitio en el octaedro sirve como centro catalítico.
El anillo corrina asemeja al anillo porfirina, que está presente en la hemoglobina. Ambos presentan cuatro subunidades parecidas al pirrol, organizadas en un anillo. En contraste a las porfirina, las corrinas carecen de uno de los grupos de carbono que unen a las subunidades tipo pirrol. En consecuencia, el anillo grande tiene 19 carbonos, mientras que en las porfirinas hay 20. También, los anillos de tipo pirrol en la corrina están completamente saturados en los átomos de carbono que hacen de bordes. Debido al alto número de centros de carbono de tipo sp3, las corrinas son más flexibles que las porfirinas y por lo tanto no son planas. No tienen un carácter conjugado completo alrededor de todo el anillo. En cambio, el anillo tiene una conjugación que es como de "3/4".
Los corroles (octadehidrocorrinas) son derivados completamente aromáticos de las corrinas.